# Naoussa (Weinbaugebiet)

Naoussa Grande Reserve 2001 von Boutari

Naoussa ist ein griechisches Weinbaugebiet.
Es ist eine von insgesamt 25 Herkunftsbezeichnungen, die über den Status eines OPAP (Onomasia proelefseos anoteras piotitos Ονομασία προελευσέως ανωτέρας ποιότητος)-Weins, der höchsten griechischen Qualitätsstufe verfügen. Die Rebflächen befinden sich am westlichen Rand der zentralmakedonischen Tiefebene, welche durch die Flüsse (von Süden nach Norden bzw. Osten) Aliakmonas, Loudias, Axios und Gallikos gebildet wird. Die Hänge liegen auf den westlich der Kleinstadt Naoussa ansteigenden nördlichen Regionen des Vermio-Gebirges in der Region Makedoniens. Benannt ist das Gebiet nach der gleichnamigen Gemeinde Naoussa.
Ein Großteil der Weinberge liegt auf einer Höhe von 150 bis 400 m über dem Meeresspiegel und verteilt sich auf neun kleine Dörfer inklusive der Gemeinde Naoussa. Mit insgesamt 681 Hektar (Stand 2001) Rebfläche entfallen nahezu 90 Prozent der bestockten Fläche von Imathia auf die Herkunftsbezeichnung Naoussa.
Mavro Naoussis, auch Xinomavro genannt, ist die einzige zugelassene Rebsorte, die innerhalb der gesetzlichen Bestimmungen zu trockenen, halbtrockenen oder halbsüßen Weinen verarbeitet werden darf. Der überwiegende Teil der roten OPAP-Weine wird jedoch trocken ausgebaut. Im Allgemeinen verfügen diese roten Naoussa über das beste Alterungsvermögen aller griechischen Rotweine. Die Ernte in der Region beginnt meist Ende September und dauert aufgrund verschiedener Mikroklimata nahezu drei Wochen. Wegen der im Oktober einsetzenden Regenfälle können sehr spät reifende Parzellen zum Teil nicht mehr voll ausreifen. Die Notion des Jahrgangs ist in dieser Gegend somit wichtiger als in anderen Regionen Griechenlands.
Die Lagenproblematik führte dazu, dass der Gedanke des Terroir hier Fuß fassen konnte. Die Weine des Gebiets Trilofos wachsen auf vergleichsweise niedrig gelegenem Terrain und gedeihen auf fruchtbaren Böden. Die Weine sind weniger tieffarbig als anderswo und bilden weniger Extrakt aus. Der Alkoholgehalt ist aufgrund der in den Niederungen höheren Temperatur jedoch höher als im Rest des Anbaugebiets. Das nahegelegene Gebiet des Fitia liegt deutlich höher. Die später reifenden Weine haben meist gehobenen Charakter. Die Reben vom im Norden liegenden Gebiet des Pola Nera (250 m hoch gelegen) reifen ähnlich spät wie die des Fitia. Die Weine sind jedoch weniger duftig. Die Reben der Bezeichnungen Giannakochori (350 m), Strantza (250 m) und Ramnista (200 m) ergeben ähnliche Weine wie die Lagen von Naoussa. Das südlich gelegene Gebiet des Gastra steht im Ruf, die tanninbetontesten Weine zu erzeugen.
Im Vergleich zu den Rotweinen von Amyndeo, die ebenfalls sortenrein aus Xinomavro gekeltert werden, sind die Gewächse von Naoussa wuchtiger. Sie haben einen weniger fruchtigeren Charakter und der Tanningehalt ist deutlich ausgeprägter. Ähnliches gilt auch für den Vergleich zu den Weinen von Goumenissa.
Bedeutende Erzeuger dieser Weine sind die Weingüter Boutari, Byzantine Vineyards, Château Pegasus, Chrisohoou Estate, Dalamara Winery, Kir-Yianni und Tsantali.